# Gran Premio de las Naciones de Motociclismo de 1971
El Gran Premio de las Naciones de Motociclismo de 1971 fue la undécima  prueba de la temporada 1971 del Campeonato Mundial de Motociclismo. El Gran Premio se disputó el 12 de septiembre de 1971 en el Autodromo Nacional de Monza.

## Resultados 500cc
En 500 cc, Giacomo Agostini tomó la delantera antes que Alberto Pagani, pero, al igual que le pasó en 350cc, se tuvo que retirar pro problemas mecánicos. Fue entonces cuando Pagani asumió el liderazgo y ganó la carrera. Bruno Spaggiari y Phil Read montaron la nueva Ducati 500cc racer, pero Spaggiari se retiró y Read terminó cuarto. El segundo lugar fue para Giampero Zubani (Kawasaki) y el tercero para Dave Simmonds. Keith Turner fue sexto y Rob Bron todavía se estaba recuperando de una conmoción cerebral. Estos dos pilotos están ahora empatados a puntos para luchat por el subcampeonato.
| Pos.    | Piloto             | Equipo    | Tiempo     | Pts. |
| ------- | ------------------ | --------- | ---------- | ---- |
| 1       | Alberto Pagani     | MV Agusta | 58' 08" 3  | 15   |
| 2       | Gianpiero Zubani   | Kawasaki  | +1' 07" 7  | 12   |
| 3       | Dave Simmonds      | Kawasaki  | +1' 08" 4  | 10   |
| 4       | Phil Read          | Ducati    | +1' 42" 8  | 8    |
| 5       | Jack Findlay       | Suzuki    | +1 Vuelta  | 6    |
| 6       | Keith Turner       | Suzuki    | +1 Vuelta  | 5    |
| 7       | Lothar John        | Yamaha    | +2 Vueltas | 4    |
| 8       | Piet van der Wal   | Kawasaki  | +3 Vueltas | 3    |
| 9       | Giordano Mongardi  | Ducati    | +4 Vueltas | 2    |
| 10      | Bosse Granath      | Husqvarna | +6 Vueltas | 1    |
| Ret     | Gyula Marsovszky   | LinTo     | Ret        |      |
| Ret     | Kurt-Ivan Carlsson | Yamaha    | Ret        |      |
| Ret     | Maurice Hawthorne  | Kawasaki  | Ret        |      |
| Ret     | Paolo Campanelli   | Kawasaki  | Ret        |      |
| Ret     | Frank Perris       | LinTo     | Ret        |      |
| Ret     | Roberto Gallina    | Paton     | Ret        |      |
| Ret     | Ron Chandler       | Kawasaki  | Ret        |      |
| Ret     | Paul Eickelberg    | Yamaha    | Ret        |      |
| Ret     | Giacomo Agostini   | MV Agusta | Ret        |      |
| Ret     | Karl Auer          | Matchless | Ret        |      |
| Ret     | Jean Campiche      | Honda     | Ret        |      |
| Ret     | Benedetto Zambotti | Kawasaki  | Ret        |      |
| Ret     | John Dodds         | König     | Ret        |      |
| Ret     | Bruno Spaggiari    | Ducati    | Ret        |      |
| Ret     | Sergio Baroncini   | Ducati    | Ret        |      |
| Ret     | Silvano Bertarelli | Kawasaki  | Ret        |      |
| Ret     | Vasco Loro         | Yamaha    | Ret        |      |
| Fuente: |                    |           |            |      |

## Resultados 350cc
Dos MV Agusta 350 estuvieron en la parrilla de salida en Monza. Giacomo Agostini se cayó debido a una caja de cambios defectuosa. Posteriormente, sería la otra MV Agusta de Alberto Pagani el que se caía a causa a una rueda delantera defectuosa. Esto permitió a Jarno Saarinen llevarse la victoria. Silvio Grassetti amenazó su victoria durante un tiempo, junto con Barry Randle (Yamaha). Pero finalmente acabaron segundo y tercero respectivamente.
| Pos. | Piloto             | Equipo    | Tiempo     | Pts. |
| ---- | ------------------ | --------- | ---------- | ---- |
| 1    | Jarno Saarinen     | Yamaha    | 44' 16" 7  | 15   |
| 2    | Silvio Grassetti   | MZ        | +0" 5      | 12   |
| 3    | Barry Randle       | Yamaha    | +2" 8      | 10   |
| 4    | Walter Sommer      | Yamaha    | +13" 4     | 8    |
| 5    | Kurt-Ivan Carlsson | Yamaha    | +14"       | 6    |
| 6    | Teuvo Länsivuori   | Yamaha    | +46"       | 5    |
| 7    | Bosse Granath      | Yamaha    |            | 4    |
| 8    | Keith Turner       | Yamaha    |            | 3    |
| 9    | László Szabó       | Yamaha    |            | 2    |
| 10   | Giuseppe Consalvi  | Yamaha    |            | 1    |
| 11   | Enzo Simonetti     | Yamaha    |            |      |
| 12   | Tommy Robb         | Yamaha    |            |      |
| 13   | Billie Nelson      | Yamaha    |            |      |
| 14   | Piet van der Wal   | Kawasaki  | +1 Vuelta  |      |
| 15   | Maurice Hawthorne  | Yamaha    | +1 Vuelta  |      |
| 16   | Hans Dieter Görgen | Yamaha    | +2 Vueltas |      |
| 17   | Mario Necchi       | Yamaha    | +2 Vueltas |      |
| Ret  | Giacomo Agostini   | MV Agusta | Ret        |      |
| Ret  | Tony Jefferies     | Yamaha    | Ret        |      |
| Ret  | Luigi Anelli       |           | Ret        |      |
| Ret  | Theo Bult          | Yamsel    | Ret        |      |
| Ret  | Alberto Pagani     | MV Agusta | Ret        |      |

## Resultados 250cc
La nueva Derbi 250 cc apareció en Monza, a manos de Barry Sheene. Pudo transitar con el grupo líder un tiempo, pero se tuvo que retirar. Gyula Marsovszky ganó la carrera por delante de John Dodds y Silvio Grassetti. Rodney Gould acabó cuarto y Phil Read sexto, por lo que la batalla por el título mundial se tuvo que decidir en el Gran Premio de España.
| Pos. | Piloto              | Equipo         | Tiempo     | Pts. |
| ---- | ------------------- | -------------- | ---------- | ---- |
| 1    | Gyula Marsovszky    | Yamaha         | 35' 12" 30 | 15   |
| 2    | John Dodds          | Yamaha         | +2' 00" 35 | 12   |
| 3    | Silvio Grassetti    | MZ             | +2' 00" 40 | 10   |
| 4    | Rodney Gould        | Yamaha         | +2' 00" 41 | 8    |
| 5    | Jarno Saarinen      | Yamaha         | +2' 14" 9  | 6    |
| 6    | Phil Read           | Yamaha         | +2' 15" 4  | 5    |
| 7    | Theo Bult           | Yamsel         | +2' 15" 7  | 4    |
| 8    | Dieter Braun        | Yamaha         | +2' 20" 9  | 3    |
| 9    | László Szabó        | Yamaha         | +2' 32" 6  | 2    |
| 10   | Börje Jansson       | Yamasaki       | +2' 33" 5  | 1    |
| 11   | Renzo Pasolini      | Aermacchi      |            |      |
| 12   | Kent Andersson      | Yamaha         |            |      |
| 13   | Barry Randle        | Yamaha         |            |      |
| 14   | Walter Sommer       | Yamaha         |            |      |
| 15   | Karl Auer           | Castrol Yamaha |            |      |
| 16   | Luigi Torelli       | Yamaha         |            |      |
| 17   | Paolo Isnardi       | Yamaha         |            |      |
| 18   | Nico van der Zanden | Yamaha         |            |      |
| 19   | Fosco Giansanti     | Yamaha         |            |      |
| 20   | R. Tarlazzi         | Yamaha         |            |      |
| 21   | Billie Nelson       | Yamaha         |            |      |
| Ret  | Barry Sheene        | Derbi          | Ret        |      |
| Ret  | Chas Mortimer       | Yamaha         | Ret        |      |

## Resultados 125cc
En el octavo de litro, cinco hombres rodaron en cabeza a un ritmo de vértigo, destacando los ataques de Barry Sheene. En las vueltas finales, la carrera se limitó a tres pilotos -Sheene, Ángel Nieto y Gilberto Parlotti - acabando la victoria en manos del italiano seguido a menos de un segundo del español, que mantiene intactas sus opciones de conseguir el título mundial en la última prueba del campeonato ante su público.
| Pos. | Piloto             | Moto       | Tiempo    | Pts. |
| ---- | ------------------ | ---------- | --------- | ---- |
| 1    | Gilberto Parlotti  | Morbidelli | 31' 41" 3 | 15   |
| 2    | Ángel Nieto        | Derbi      | +0" 7     | 12   |
| 3    | Barry Sheene       | Suzuki     | +2" 1     | 10   |
| 4    | Börje Jansson      | Maico      | +7" 2     | 8    |
| 5    | Harald Bartol      | Suzuki     | +21" 3    | 6    |
| 6    | Dave Simmonds      | Kawasaki   | +28"      | 5    |
| 7    | Kent Andersson     | Yamaha     | +31" 8    | 4    |
| 8    | Toni Gruber        | Maico      | +1' 29"   | 3    |
| 9    | Thomas Heuschkel   | MZ         | +1 giro   | 2    |
| 10   | Eugenio Lazzarini  | Maico      |           | 1    |
| 11   | Jan Huberts        | MZ         | +1 Vuelta |      |
| 12   | Gianni Ribuffo     | Tecnomoto  | +1 Vuelta |      |
| 13   | Luigi Rinaudo      | Aermacchi  | +1 Vuelta |      |
| 14   | Hartmut Bischoff   | MZ         | +1 Vuelta |      |
| 15   | Bernd Kohler       | MZ         | +1 Vuelta |      |
| 16   | Ryszard Mankiewicz | MZ         | +1 Vuelta |      |
| 17   | Paul Eickelberg    | Maico      |           |      |
| 18   | Jean-Pierre Clerc  | Yamaha     |           |      |
| 19   | Pierre Audry       | Aermacchi  |           |      |
| 20   | Siegfried Lohmann  | MZ         |           |      |
| Ret  | Dieter Braun       | Maico      | Ret       |      |
| Ret  | Otello Buscherini  | Villa      | Ret       |      |
| Ret  | Armando Toracca    | Aermacchi  | Ret       |      |

## Resultados 50cc
La tensión era palpable en la categoría de 50cc, con Ángel Nieto y Jan de Vries empatados a puntos en la cabeza de la general. Nieto tenía una nueva Derbi, muy parecido al modelo Van Veen-Kreidler, incluidos los huecos en el tanque y el cilindro horizontal. Nieto estaba respaldada por Gilberto Parlotti, mientras que De Vries recibió la ayuda de Jos Schurgers y Jarno Saarinen, quienes habían recibido una Kreidler para la ocasión. Sin embargo, la batalla fue entre Jan de Vries y Ángel Nieto, con el holandés en cabeza y Nieto deslizándose y haciendo repetidamente intentos para avanzarlo. En la vuelta final, sin embargo, eso no funcionó, y de Vries ganó con una ventaja de solo medio segundo. Nieto ahora solo podría convertirse en campeón mundial si ganaba su carrera en casa.
| Pos. | Piloto              | Moto       | Tiempo    | Pts. |
| ---- | ------------------- | ---------- | --------- | ---- |
| 1    | Jan de Vries        | Kreidler   | 22' 25" 8 | 15   |
| 2    | Ángel Nieto         | Derbi      | +0" 5     | 12   |
| 3    | Gilberto Parlotti   | Derbi      | +54"      | 10   |
| 4    | Jos Schurgers       | Kreidler   | +1' 08" 8 | 8    |
| 5    | Rudolf Kunz         | Kreidler   | +1' 14"   | 6    |
| 6    | Jarno Saarinen      | Kreidler   | +1' 31" 5 | 5    |
| 7    | Herman Meijer       | Jamathi    | +1' 55" 2 | 4    |
| 8    | Leo Commu           | Jamathi    | +2' 00" 5 | 3    |
| 9    | Alberto Ieva        | Morbidelli | +1 Vuelta | 2    |
| 10   | Ryszard Mankiewicz  | Kreidler   |           | 1    |
| 11   | Jean-Louis Pasquier | Derbi      |           |      |
| 12   | Pierre Audry        | Kreidler   |           |      |
| 13   | Hans-Jurgen Hummel  | Kreidler   |           |      |
| 14   | Luigi Rinaudo       | Tomos      |           |      |
| 15   | Luciano Spinello    | Tomos      |           |      |
| 16   | Pier Paolo Bianchi  | Guazzoni   |           |      |
| 17   | Josef Kullmer       | Reimo      |           |      |
| 18   | Siegfried Lohmann   | Kreidler   |           |      |
| 19   | Pier Aldo Cipriani  | Minarelli  |           |      |
| 20   | Michel Cannizzaro   | Guazzoni   |           |      |
| Ret  | Barry Sheene        | Kreidler   | Ret       |      |